# 大阪市立東小橋小学校
大阪市立東小橋小学校（おおさかしりつ ひがしおばせしょうがっこう）は、大阪府大阪市東成区にある公立小学校。　

## 沿革
1931年に大阪市鶴橋第三尋常小学校（現在の大阪市立大成小学校）の分校として現在地に創設されたことに始まる。その後1932年に大阪市東小橋尋常小学校として独立校となった。
1941年には国民学校令により、大阪市東小橋国民学校に改称した。太平洋戦争の戦局悪化により学童疎開が指示され、東小橋国民学校では1944年9月以降、奈良県宇陀郡榛原町・三本松村・室生村（いずれも現在の宇陀市）への疎開を実施している。
校舎は戦災被害を免れ、疎開児童が帰阪した1945年秋に授業を再開した。1947年の学制改革により大阪市立東小橋小学校となった。
しかし1947年12月24日に火災に遭って校舎を焼失し、復旧までの一時期大阪市立中道小学校に仮校舎を設置した。

### 年表
- 1931年3月 - 大阪市鶴橋第三尋常小学校分校として現在地に開校。
- 1932年3月4日 - 大阪市東小橋尋常小学校として独立開校。
- 1941年4月1日 - 国民学校令により、大阪市東小橋国民学校に改称。
- 1944年9月 - 学童疎開を実施。
- 1947年4月1日 - 学制改革により、大阪市立東小橋小学校と改称。
- 1947年12月24日 - 校舎火災により焼失。
- 1973年2月 - 校歌制定。

## 通学区域
- 大阪市東成区 東小橋2丁目・3丁目の全域。
- 大阪市東成区 東小橋1丁目、玉津2丁目・3丁目のそれぞれ一部。

卒業生は大阪市立玉津中学校に進学する。

## 交通
- 大阪環状線、近鉄大阪線・奈良線、地下鉄千日前線 鶴橋駅 北東へ約250m。